# 王力平 (道士)
王力平（1949年—），道号王永生，法号灵灵子，字孤独，男，辽宁抚顺人，自称中国道家全真教龙门派十八代传人。

## 生平
王力平1949年六月初六出生于长白山麓的辽宁省抚顺市。

## 相关報導
据报道，前中共中央总书记江泽民曾推荐中国道士王力平给俄罗斯前总统叶利钦治病。王力平曾于1988年九月在陕西周至县楼观台对道教功法爱好者讲授道家养生术，参加的学员三百余人。王力平于2007年在海南玉蟾宫举办“道教丹道养生讲座”。

## 争议
在中国，对于王力平在道教的身份和其讲授的内容，众说纷纭。有人认为是道家真正的传承，有人认为是误人子弟。在西方，对于王力平收取高额学费争议已久，也有人参加了王力平的小班之后，对于其它门派的修炼爱好者和未曾参加小班的道学爱好者进行轻蔑和语言攻击，还对于和其持不同意见者进行网上恐吓，这曾经引发了很多不同意见和争议。